# P2 (supporto)
Il P2 (abbreviazione di "Professional Plug-In")  è un supporto di memoria per la videoregistrazione digitale professionale, commercializzato dalla Panasonic nel 2004 e concepito espressamente per applicazioni di giornalismo elettronico. Permette di registrare su una memoria allo stato solido flussi video con codec DVCPRO, DVCPRO50, DVCPRO100 (o DVCPRO HD), nonché con i più recenti codec, sviluppati sempre da Panasonic e basati su standard H264/MPEG-4, AVC-Intra 50, AVC-Intra 100 e più recentemente (2013) AVC-Intra 200 (o AVC Ultra).

## Storia
I primi modelli commercializzati furono il camcorder AJ-SPX800 (con CCD da 2/3", conforme alle specifiche broadcast), il registratore da studio AJ-SPD850, il drive AJ-PCD10 (in sostanza, un lettore di PC card per computer a 5 slot, connesso via USB e previsto per il montaggio interno) e le schede stesse, la AJ-P2C004 da 4 GB e la AJ-P2C002 2 GB. Il camcorder AG-HVX200 di classe semiprofessionale non è il primo dispositivo P2 reso disponibile, ma è stato il primo multistandard e con la possibilità di registrare in alta definizione (codec DVCproHD campionamento 4:2:2 100mb/s).
Il sistema P2 include camcorder, macchine da banco e anche uno speciale drive per computer da 5,25" che permette l'integrazione immediata con sistemi di montaggio non lineare. Se è disponoibile uno slot per PC card, le schede sono anche utilizzabili direttamente, anche se è necessario installare un driver apposito.

## Aspetti tecnici
Fisicamente, una scheda P2 è essenzialmente un RAID di schede SD con un controller della LSI Corporation, il tutto assemblato nel guscio di una scheda PC card (PCMCIA), di modo che la velocità di trasferimento dei dati aumenti man mano che aumenta la capacità della scheda.
Al momento (2008), le schede P2 sono disponibili in tagli da 16 GB, 32 GB e 64 GB.
Le schede P2 di solito offrono una capacità di registrazione inferiore ai formati su nastro magnetico: per esempio, un comune nastro come il miniDV può contenere 13 GB e un HDCAM di taglia S può registrare 50 GB.
Per questo, i camcorder P2 prevedono l'uso di alloggiamenti multipli per le schede, che vengono registrare in sequenza, di modo che una possa essere sostituita appena piena con una vuota, senza interrompere la registrazione che proseguirà sulla scheda successiva.
La durata della registrazione, quindi, dipende solo dalla durata delle batterie e dalla disponibilità di schede vuote.
A differenza del nastro magnetico tradizionale, una registrazione non può essere sovrascritta per errore: la cancellazione delle vecchie registrazioni è manuale.

## Specifiche tecniche
- Datarate massimo: 640 Mb/s
- Tagli disponibili: 8 GB, 16 GB, 32 GB, 64 GB (autunno 2008)
- Fattore di forma: PC card (PCMCIA) type II